# Liste de films français sortis en 1945
Listes de films français
- 1941
- 1942
- 1943
- 1944
- 1945
- 1946
- 1947
- 1948
- 1949

Liste non exhaustive de films français sortis en 1945 :
| Titre                             | Réalisateur                         | Distribution                                         | Genre                      | Notes  |
| --------------------------------- | ----------------------------------- | ---------------------------------------------------- | -------------------------- | ------ |
| Le 6 juin à l'aube                | Jean Grémillon                      | -                                                    | Documentaire               |        |
| L'Ange qu'on m'a donné            | Jean Choux                          | Simone Renant, Gabrielle Dorziat, Jean Chevrier      | Comédie dramatique         |        |
| Bifur 3                           | Maurice Cam                         | Raymond Aimos, Martine Carol, René Dary              | Comédie dramatique         |        |
| Blondine                          | Henri Mahé                          | Georges Marchal, Michèle Philippe, Nicole Maurey     | Fantaisie                  |        |
| La Boîte aux rêves                | Yves Allégret et Jean Choux         | Viviane Romance, Franck Villard, Henri Guisol        | Comédie                    |        |
| Boule de Suif                     | Christian-Jaque                     | Micheline Presle, Louis Salou, Berthe Bovy           | Comédie dramatique         |        |
| Les Cadets de l'océan             | Jean Dréville                       | Blanchette Brunoy, Jean Claudio, Jean Pâqui          | Drame                      |        |
| La Cage aux rossignols            | Jean Dréville                       | Noël-Noël, Micheline Francey                         | Comédie dramatique         |        |
| Carmen                            | Christian-Jaque                     | Viviane Romance, Jean Marais, Julien Bertheau        | Drame romance              |        |
| Le Cavalier noir                  | Gilles Grangier                     | Georges Guetary, Jean Tissier, Mila Parely           | Aventure                   |        |
| Les Caves du Majestic             | Richard Pottier                     | Jean Marchat, Albert Préjean, Suzy Prim              | Policier                   |        |
| Les Dames du bois de Boulogne     | Robert Bresson                      | Maria Casarès, Élina Labourdette, Paul Bernard       | Mélodrame                  |        |
| Dernier Métro                     | Maurice de Canonge                  | Gaby Morlay, Alexandre Rignault, Mony Dalmès         | Policier                   |        |
| Documents secrets                 | Léo Joannon                         | Raymond Rouleau, Arthur Devère, Marie Déa            | Espionnage                 |        |
| Dorothée cherche l'amour          | Edmond T. Gréville                  | Robert Arnoux, Claude Dauphin, Jules Berry           | Comédie                    |        |
| Échec au roy                      | Jean-Paul Paulin                    | Gabrielle Dorziat, Odette Joyeux, Lucien Baroux      | Comédie historique         |        |
| Les Enfants du paradis            | Marcel Carné                        | Pierre Brasseur, Arletty, Jean-Louis Barrault        | Drame                      |        |
| Enquête du 58                     | Jean Tedesco                        | René Blancard, Julien Carette, Charles Vanel         |                            |        |
| Espoir, sierra de Teruel          | André Malraux                       | José Sempere, Nicolás Rodríguez, Andrés Mejuto       | Drame historique           |        |
| L'Extravagante Mission            | Henri Calef                         | Henri Guisol, Martine Carol, Mona Goya               | Comédie                    |        |
| Falbalas                          | Jacques Becker                      | Raymond Rouleau, Jean Chevrier, Micheline Presle     | Mélodrame                  |        |
| Farandole                         | André Zwoboda                       | André Luguet, Gaby Morlay, Jany Holt                 | Comédie                    |        |
| Fausse Alerte                     | Jacques de Baroncelli               | Joséphine Baker, Micheline Presle Georges Marchal    | Comédie                    |        |
| Félicie Nanteuil                  | Marc Allégret                       | Claude Dauphin, Micheline Presle, Louis Jourdan      | Drame                      |        |
| La Ferme du pendu                 | Jean Dréville                       | Charles Vanel, Alfred Adam, Bourvil                  | Drame                      |        |
| La Fiancée des ténèbres           | Serge de Poligny                    | Pierre Richard-Willm, Jany Holt, Édouard Delmont     | Drame romantique           |        |
| La Fille aux yeux gris            | Jean Faurez                         | Fernand Ledoux, Claude Génia, Paul Bernard           | Drame                      |        |
| François Villon                   | André Zwoboda                       | Serge Reggiani, Henri Crémieux, Jean-Roger Caussimon | Drame                      |        |
| La Grande Meute                   | Jean de Limur                       | Jean Brochard, Suzanne Dantès, Aimé Clariond         | Comédie dramatique         |        |
| Ils étaient cinq permissionnaires | Pierre Caron                        | Ginette Leclerc, Armand Bernard, Raymond Cordy       | Comédie                    |        |
| L'Invité de la onzième heure      | Maurice Cloche                      | Blanchette Brunoy, Roger Pigaut, Jean Tissier        | Drame                      |        |
| J'ai dix-sept ans                 | André Berthomieu                    | Aimé Clariond, Charles Bouillaud                     | Comédie dramatique         |        |
| Le Jugement dernier               | René Chanas                         | Raymond Bussières, Jean Desailly, Jean Davy          | Guerre                     |        |
| Mademoiselle X                    | Pierre Billon                       | Madeleine Sologne, André Luguet, Ketti Gallian       | Drame                      |        |
| Marie la Misère                   | Jacques de Baroncelli               | Madeleine Sologne, Pierre Renoir, Paul Meurisse      | Drame                      |        |
| Le Mystère Saint-Val              | René Le Hénaff                      | Fernandel, Pierre Renoir, Viviane Gosset             | Comédie policière          |        |
| Naïs                              | Marcel Pagnol et Raymond Leboursier | Fernandel, Jacqueline Bouvier, Raymond Pellegrin     | Drame                      |        |
| Paméla                            | Pierre de Hérain                    | Renée Saint-Cyr, Fernand Gravey, Georges Marchal     | Drame                      |        |
| La Part de l'ombre                | Jean Delannoy                       | Jean-Louis Barrault, Jean Wall, Edwige Feuillère     | Drame                      |        |
| Peloton d'exécution               | André Berthomieu                    | Lucien Coëdel, Yvonne Gaudeau, Pierre Renoir         | Drame                      |        |
| Le Père Goriot                    | Robert Vernay                       | Pierre Larquey, Pierre Renoir, Claude Génia          | Drame                      |        |
| Le Père Serge                     | Lucien Ganier-Raymond               | Jacques Dumesnil, Mila Parély, Ariane Borg           | Drame                      |        |
| Le Roi des resquilleurs           | Jean Devaivre                       | Jean Tissier, Raymond Cordy, Rellys                  | Comédie                    |        |
| Rouen, martyre d'une cité         | Louis Cuny                          | -                                                    | Court métrage Documentaire | 14 min |
| La Route du bagne                 | Léon Mathot                         | Viviane Romance, Clément Duhour, Lucien Coëdel       | Drame                      |        |
| Seul dans la nuit                 | Christian Stengel                   | Bernard Blier, Sophie Desmarets, Jacques Pills       | Policier                   |        |
| Sortilèges                        | Christian-Jaque                     | Fernand Ledoux, Lucien Coëdel, Madeleine Robinson    | Horreur                    |        |
| Tempête sur les Alpes             | Marcel Ichac                        | -                                                    | Court métrage Documentaire |        |
| Untel Père et Fils                | Julien Duvivier                     | Michèle Morgan, Louis Jouvet, Raimu                  | Drame                      |        |
| Le Vampire                        | Jean Painlevé                       | -                                                    | Court métrage Documentaire | 9 min  |
| Vingt-quatre Heures de perm'      | Maurice Cloche                      | George Rigaud, Blanchette Brunoy, Julien Carette     | Comédie                    |        |
| La Vie de bohème                  | Marcel L'Herbier                    | Louis Jourdan, Gisèle Pascal, María Denis            | Romance drame              |        |